# Reformierte Kirche Neuenhaus

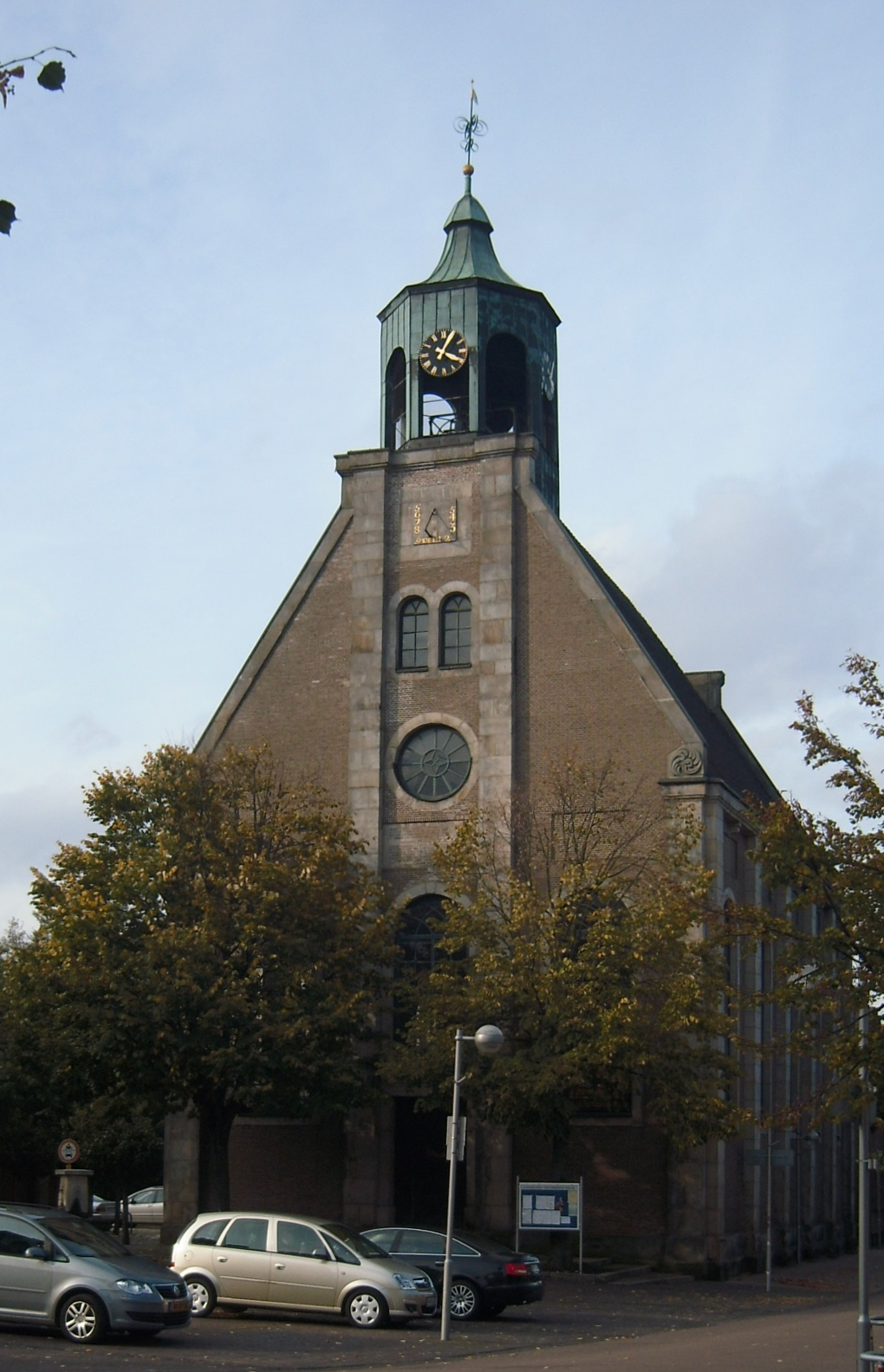
Reformierte Kirche Neuenhaus

Die Reformierte Kirche Neuenhaus steht in Neuenhaus, einer Stadt im Landkreis Grafschaft Bentheim von Niedersachsen. Die Kirchengemeinde gehört zur Evangelisch-reformierten Landeskirche.

## Beschreibung
Die hohe und breite Saalkirche mit Bogenfenstern wurde 1684–1688 aus Backsteinen erbaut, weil die bisherige Kirche baufällig geworden war. Die Pilaster aus Sandstein am Giebel laufen vom Boden bis zum Dachfirst und sind unter dem Walmdach durch ein waagerechtes Gesims verbunden. Im Südgiebel ist eine Sonnenuhr angebracht. Aus dem Dachfirst erhebt sich im Süden ein achtseitiger Dachreiter, der die Zifferblätter der Turmuhr trägt. In der Mitte der Westseite, mit fünf Seiten eines Achtecks außen aus der Wand hervortretend, befindet sich ein Treppenturm für die Kanzel.
Der Innenraum, ein schlichter Saal ohne Chor, ist mit einem hölzernen Tonnengewölbe überspannt. Die Kirchenausstattung stammt aus der Erbauungszeit. Das umlaufende, ansteigende Kirchenbänke und die Patronatsloge gegenüber der Kanzel, ursprünglich für die Grafen zu Bentheim, sind auf die Kanzel an der westlichen Längsseite ausgerichtet, entsprechend dem Typ der reformierten Predigtkirche. 
Die Orgel mit 20 Registern, zwei Manualen und einem Pedal wurde 1823 von Georg Heinrich Quellhorst gebaut und 1994 von Alfred Führer restauriert.